# ام‌الخیر بنت حریش
ام‌الخیر بنت حریش بن سراقه، از تابعین زنان کوفه و به سخنوری و فصاحت و هوش معروف و از طرفداران علی بن ابی طالب بود و در جنگ صفین لشکر علی را به ضد معاویه تهییج و ترغیب می‌کرده‌است.
مجلس بحث او با معاویه در منابع مختلف نقل شده‌است. ام‌الخیر با نطق‌های مهیج خویش مردم را ترغیب به مبارزه با معاویه می‌کرد. وی حدود ۵۰ قمری درگذشته است.